# Resolutie 425 Veiligheidsraad Verenigde Naties
Resolutie 425 van de Veiligheidsraad van de Verenigde Naties werd op 19 maart 1978 aangenomen met twaalf stemmen voor tegen twee onthoudingen van Tsjechoslowakije en de Sovjet-Unie. De Volksrepubliek China nam niet deel aan de stemming. De resolutie richtte de tijdelijke waarnemingsmacht UNIFIL op in Zuidelijk Libanon.

## Achtergrond
Veel Palestijnse vluchtelingen zaten in vluchtelingenkampen in Libanon. Vanhieruit viel de Palestijnse Bevrijdingsorganisatie (PLO) het in het zuiden aangrenzende Israël aan. Dat reageerde met tegenaanvallen in het zuiden van Libanon. De VN-Veiligheidsraad had Israël in resolutie 279 al gevraagd om de soevereiniteit van Libanon te respecteren.
Op 11 maart 1978 kaapten Palestijnse terroristen een lijnbus in Israël, waarbij uiteindelijk 38 burgers omkwamen. Een paar dagen later viel het Israëlisch leger het zuiden van Libanon binnen en bezette gedurende een week het gebied tot aan de rivier Litani. De bedoeling was om de PLO-strijders weg te duwen van de grens.
De Verenigde Naties eisten dat Israël zich terugtrok en zetten de tijdelijke VN-macht UNIFIL op in de streek. Die moest erop toezien dat Israël zijn troepen daadwerkelijk terugtrok en er de vrede handhaven totdat de Libanese overheid haar gezag opnieuw kon doen gelden. Anno 2021 was de vredesmacht nog steeds ter plaatse.

## Inhoud
De Veiligheidsraad:
- Neemt nota van de brieven van Libanon en Israël.
- Heeft de verklaringen van Libanon en Israël gehoord.
- Is bezorgd om de verslechterende situatie in het Midden-Oosten en de gevolgen hiervan voor de wereldvrede.
- Is ervan overtuigd dat de huidige situatie vrede in het Midden-Oosten in de weg staat.

1. Roept op de territoriale integriteit, soevereiniteit en onafhankelijkheid van Libanon strikt te respecteren.
2. Roept Israël op om de militaire actie tegen Libanon onmiddellijk te staken en zich terug te trekken.
3. Besluit een interim-VN-macht op te richten in Zuid-Libanon om toe te zien op de Israëlische terugtrekking, de internationale vrede te herstellen en de Libanese regering te helpen haar gezag aldaar te herstellen.
4. Vraagt secretaris-generaal Kurt Waldheim om binnen 24 uur na de uitvoering van deze resolutie verslag uit te brengen.

## Verwante resoluties
- Resolutie 416 Veiligheidsraad Verenigde Naties
- Resolutie 420 Veiligheidsraad Verenigde Naties
- Resolutie 426 Veiligheidsraad Verenigde Naties
- Resolutie 427 Veiligheidsraad Verenigde Naties

Lijst ·  423 ·  424 ·  425 ·  426 ·  427 ·  428 ·  429 ·  430 ·  431 ·  432 ·  433 ·  434 ·  435 ·  436 ·  437 ·  438 ·  439 ·  440 ·  441 ·  442 ·  443